# 趙潤生
趙潤生（1850年—1905年），號柳溪，廣西桂林府全州（今廣西壯族自治區全州縣）人，清朝政治人物、進士出身。
光緒五年，中舉；光緒十八年，升貢士；光緒二十年，登進士。同年五月，著交吏部掣签分发各省，以知县即用。光緒二十二年，任湖南長沙府益陽縣知縣，后改湖南長沙府湘陰縣知縣。次年捐同知；光緒二十七年，任湖南衡州府常寧縣知縣。次年任湖南南洲直隸廳通判。